# 国有粮店
国有粮店通常是指中华人民共和国（以下简称中国）在改革开放前，粮店由政府開設管理，民众凭粮油本或粮票购买粮食、食用油。
1950年代初期，中国建立起全民供给制。国有粮店随之出现，承担城镇居民的基本粮油供应。改革开放以后，市场经济逐步成型，过去的计划经济体制结束，粮油本和粮票退出了历史舞台。1995年，允许私人开设粮店，随之，国营粮店数量也在逐渐减少。而随着市场的变化，单一的粮店在逐步消失。